# Parmelinopsis spumosa
Parmelinopsis spumosa är en lavart som först beskrevs av Asahina, och fick sitt nu gällande namn av Elix & Hale. Parmelinopsis spumosa ingår i släktet Parmelinopsis och familjen Parmeliaceae.   Inga underarter finns listade i Catalogue of Life.